# 階

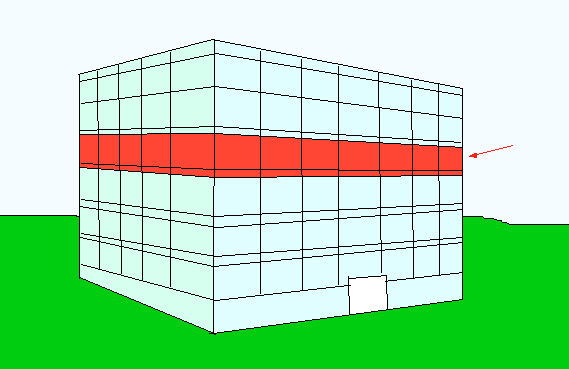
建物の「階」のイメージ画像

階（かい、英: floor、イギリス英語：storey、アメリカ英語：story、英語：level, deck）は、多数の層からなる建築物におけるそれぞれの層である。建築物の層を数える助数詞としても用いられる。

## 概要
多数の層からなる建築物は、床、天井、壁で囲まれた層が垂直方向に積み重なって構成されており、そのひとつひとつの層が階と呼ばれる。ひとつの階は、通常、間仕切りなどで複数の部屋や廊下などに区画されており、上下方向に積み重なる階と階の間は、階段、はしご、エスカレータ、エレベータなどで接続される。
建築物の高さを測る際には、地上から軒や最高部までの高さ（距離）と並んで、階数が用いられ、一般に、1〜2階建ての建築物は低層建築物、3〜5階建ての建築物は中層建築物、6階以上の建築物は高層建築物に区分される。
通常の階の高さの半分などのレベル差で階が連続する構成の建築物は、スキップフロアまたはステップフロアと呼ばれる。スキップフロアは階と階の間の連続性が高く、回遊性があるため、展示施設などに適する。日本における代表例に、東京都中央区銀座のソニービルや、同渋谷区宇田川町のハンズ渋谷店がある。

## 階の数え方

国別の階の数え方
青:欧州型（地面の直上は地上階(G)）
赤:北米（1階）
紫:両方
灰:データなし

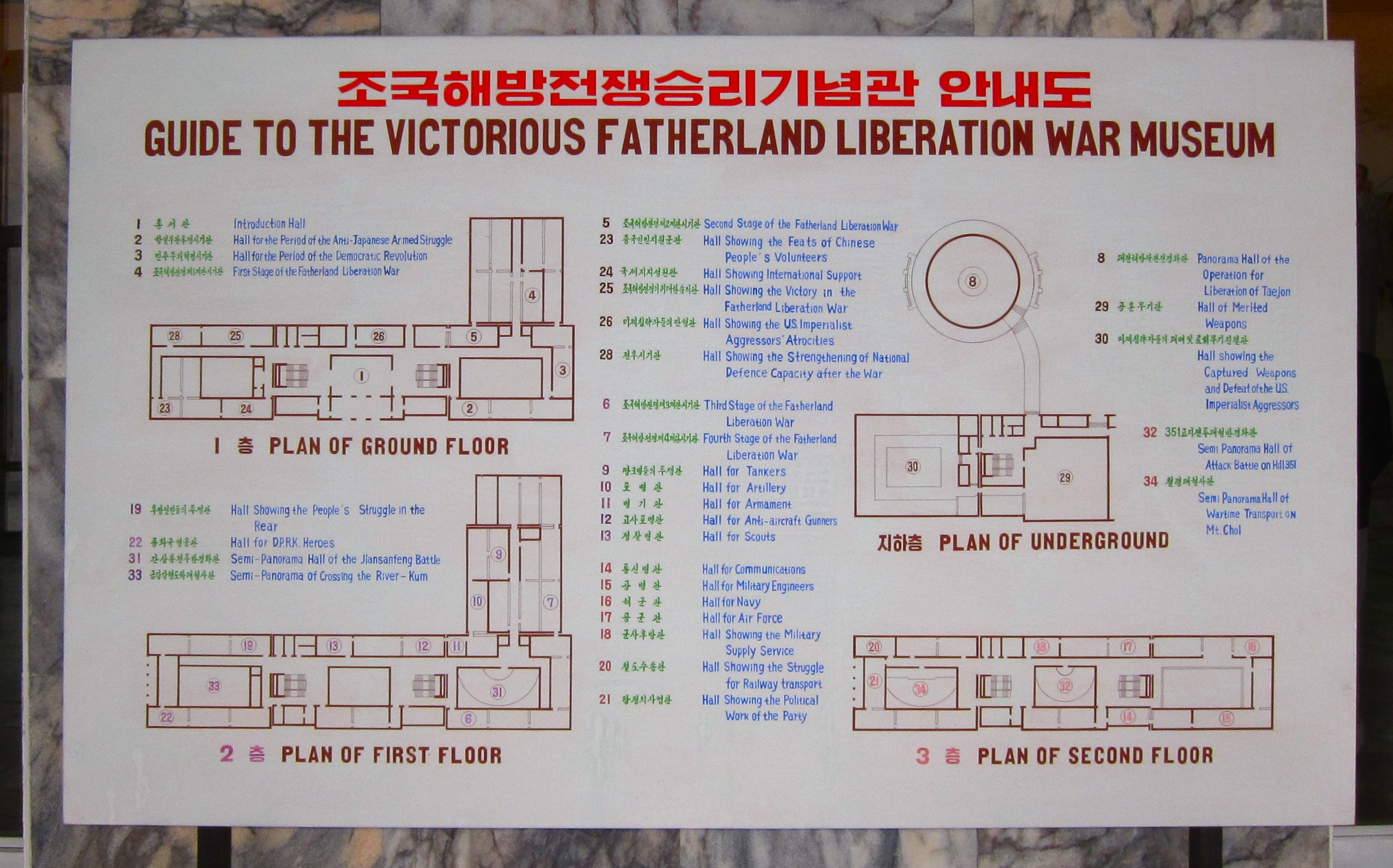
祖国解放戦争勝利記念館（北朝鮮、平壌）の案内図。朝鮮語の階表記が1階、2階、3階になっているのに対し、英語の表記がground floor、first floor、second floorとなっている。

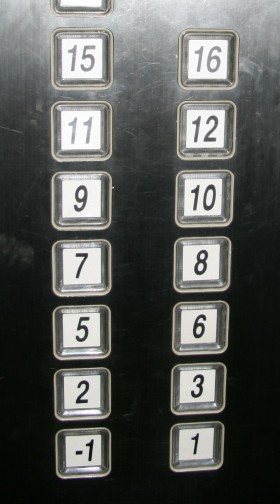
上海のあるビルのエレベーター。忌み数である4, 13, 14階がない。また地下1階を-1と表記しているが、地上階は1階としており0の階がない。

### 地上
日本を含む東アジアや北アメリカ、ロシアなどにおいては、地面の直上の階を1階（米: first floor, 1F）と言い、そこから上に向かって順に2階（second floor, 2F）、3階（third floor, 3F）と数える。これに対して、ヨーロッパや香港、マカオ、シンガポール等旧ヨーロッパの植民地においては、地面の直上の階を地上階（英: ground floor, G, エレベータでの表示は0とすることもある）と言い、そこから上に向かって順に1階（first floor, 1F）、2階（second floor, 2F）と数える。このため、日本の1階はヨーロッパでは地上階、日本の2階はヨーロッパでは1階ということになる。なお前者の地域でも、1階のことを地上階（ground floor）またはG階と呼ぶことがある。
通常は1階上に向かうごとに1ずつ加算していくが、建物によっては漢字文化圏では4階、42階など（四の字）、欧米では13階などといったいわゆる忌み数を飛ばしたり、倉庫や機械室などにして入れなくすることもある。

### 地下
地下に設けられた階は、下に向かって順に地下1階（英: first basement, first basement floor, B1）、地下2階（second basement, second basement floor, B2）と数え、階がひとつのみの場合は地階（basement, basement floor, B）とも言う。主にヨーロッパなどではエレベータの表示は地上階を0と表示する場合、-1, -2, …と負の数で表記することもある。日本などでも稀に負の数で表示するエレベータもあり、その場合0と表示する階は存在しないこととなる。
香港やマカオで使われている中国語では、地上階（日本でいう1階）のことを「地下」と言い、日本でいう地下階のことは「地庫」と言う。

### その他
屋上の階数表記では、上に屋根のない部分を主に使用する場合は roof, R と表記される。屋上に設けられた建屋（ペントハウス）を主に使用する場合、例えば屋上屋1階は first penthouse  floor , P1と表記される。
エレベータ等の略号では、正規の階の間にある階にはMiddleを略した「M」を使う。例えば、1階と2階の間の中二階は「M2」、5階と6階の間のいわば「中6階」は「M6」、1階と地下1階の間の中地階（中地下1階）は「MB」または「MB1」、建物内の正規の最上階と屋上の間の階（いわば「中屋上階」）は「MR」と表す。
他にも、この階が駐車場であることを示すために頭にPを付けて「P1」「P2」のように表したり、ホテル等のロビーとなっている階を数字でなく「LB」と表したり、駅の「コンコース階」「ホーム階」「改札階」など数字でもアルファベットでもない語を用いるなどの場合もある。
建物が坂など地面の高低差のある場所に建っている場合は、通常なら1階にある家の玄関や建物の出入口が2階にあったり、地下階(地下1階など)と称する階が実際には一部地上に出ている(場合によってはその階に出入口がある)などといった状態が起こり得る。